# Elatinoides
Elatinoides es un género con once especies de plantas de flores perteneciente a la familia Scrophulariaceae. 

## Especies seleccionadas
- Elatinoides aegyptiaca
- Elatinoides brunneri
- Elatinoides cirrhosa
- Elatinoides commutata
- Elatinoides dichondraefolia
- Elatinoides elatine
- Elatinoides lanigera
- Elatinoides ramosissima
- Elatinoides sieberi
- Elatinoides spartioides
- Elatinoides spuria

- Datos: Q8774251